# الكساد الكبير في الولايات المتحدة

بدأ الكساد الكبير مع انهيار وول ستريت في أكتوبر عام 1929. أشار انهيار السوق المالي إلى بداية عقد معدلات بطالة عاليةٍ وفقرٍ وأرباح متدنية وانكماش وهبوط الإيرادات الزراعية وفرص ضائعة للنمو الاقتصادي وكذلك للتقدم الشخصي. إجمالًا، كان هناك فقدانٌ عام للثقة في المستقبل الاقتصادي.
تشتمل التفسيرات المعتادة على عوامل عديدة، خصيصًا ارتفاع مديونية المستهلك وأسواقًا سيئة التنظيم سمحت بقروضٍ مفرطة في التفاؤل من قبل المصارف والمستثمرين، والافتقار لصناعاتٍ جديدة ذات نمو عالٍ. تفاعلت جميع هذه العوامل لتخلق دوامة تدهور اقتصادي من إنفاق منخفض وهبوط في الثقة وإنتاج منخفض. اشتلمت الصناعات الأكثر تضررًا على البناء والشحن والتعدين والتحطيب (تضاعفت مع قصعة الغبار في المركز). وتضرّرت بشكل كبير أيضًا صناعات بضائع متينة مثل السيارات والأجهزة، التي يمكن تأجيل شرائها. وصل الاقتصاد إلى أسوأ أحواله في شتاء 1932-1933، ثم تلتها أربع سنين من النمو حتى أعاد الركود الاقتصادي في 1937-1938 مستوياتٍ عالية من البطالة.
تسبب الكساد بتغيرات سياسيةٍ كبرى في أمريكا. بعد ثلاثة أعوام على الكساد، خسر الرئيس هيربيرت هوفر، الذي عُيِّر على نحو واسع لعدم فعله ما هو كافٍ لمواجهة الأزمة، انتخابات عام 1932 لمصلحة فرانكلين روزفلت بفارق كبير إلى حد محرجٍ. وَضَعت خطة الرئيس روزفلت للإنعاش الاقتصادي، الصفقة الجديدة، برامجًا غير مسبوقةٍ من المعونة والإنعاش والإصلاح وأحدثت تعديلًا كبيرًا في السياسة الأمريكية، لكنها لم تحقّق إنعاشًا حقيقيًا من الكساد الكبير.
نتج عن الكساد أيضًا زيادةٌ في النزوح للمرة الأولى في تاريخ أميركا. عاد بعض المهاجرين إلى بلدانهم الأم، وذهب بعض المواطنين الأصليين الأمريكيين إلى كندا وأستراليا وجنوب أفريقيا. كان هناك هجراتٌ ضخمة لأهالي المناطق المتضررة بشدة في السهول الكبرى (الأوكيز) والجنوب إلى أماكن مثل كاليفورنيا ومدن الشمال (الهجرة الكبرى). تزايدت أيضًا توترات عرقية خلال هذه الفترة. بحلول أربعينيات القرن العشرين عادت الهجرة إلى مستواها الطبيعي، وتراجع النزوح. كان فرانك مكورت، الذي ذهب إلى أيرلندا، المثال الشهير لمهاجر كما يَذكر في كتابه رماد آنجيلا.  
صاغت ذكرى الكساد أيضًا نظرياتٍ حديثةً في الاقتصاد ونتج عنها تغيرات عديدة في كيفية تعامل الحكومة مع الانكماشات الاقتصادية، مثل استخدام الحِزم التحفيزية والاقتصاد الكينزي والضمان الاجتماعي. كذلك صاغت أيضًا الأدب الأمريكي الحديث، إذ نتج عنها روايات شهيرة مثل روايات جون ستاينبيك عناقيد الغضب وفئران ورجال.
يطرح تفحص أسباب الكساد الكبير العديد من المسائل: ما هي العوامل التي أطلقت الانكماش الأول في عام 1929، ما هي نقاط الضعف البنيوية والأحداث الخاصة التي حولته إلى كساد كبير، كيف امتدّ الانكماش من بلد إلى آخر، ولماذا استغرق التعافي الاقتصادي فترةً طويلة.
بدأت العديد من المصارف بالفشل في أكتوبر 1930 حين تخلّف المزارعون عن تسديد القروض. آنذاك لم يكن ثمة شركات تأمين للودائع الفيدرالية، إذ اعتُبر الفشل المصرفي جزءًا طبيعيًا من الحياة الاقتصادية. بدأ المودعون القلقون بسحب مدخراتهم، وراح المضاعف النقدي يعمل عكسيًّا. أُرغمت المصارف على تصفية الأصول (مثل المطالبة بتسديد القروض عوضًا عن خلق قروض جديدة). تسبب هذا بتقلص المعروض النقدي وانكماش الاقتصاد (الانكماش الكبير)، ما نتج عنه هبوط حاد في الاستثمار الكلي. فاقم المعروض النقدي المنخفض من انكماش الأسعار، واضعًا المزيد من الضغوط على الأعمال المتعثرة أساسًا.
منع التزام حكومة الولايات المتحدة بغطاء الذهب من اتّباع سياسة مالية توسعية. كانت أسعار الفائدة المرتفعة بحاجة للحفاظ عليها من أجل جذب مستثمرين دوليين اشتروا أصولًا أجنبية مقابل الذهب. إلا أن الفائدة المرتفعة ثبَّطت أيضًا الاقتراض التجاري المحلي. تأثرت أسعار الفائدة الأمريكية أيضًا بقرار فرنسا رفع أسعار الفائدة الخاصة بها لجذب الذهب إلى خزائنها. نظريًا، امتلكت الولايات المتحدة ردين محتملين على ذلك: السماح بتعديل سعر الصرف، أو زيادة أسعار الفائدة الخاصة بها للحفاظ على غطاء الذهب. في ذلك الوقت، كانت الولايات المتحدة مرتبطة بغطاء الذهب. ولذلك السبب، حوّل الأمريكيون دولاراتهم إلى فرنكات لشراء المزيد من الأصول الفرنسية، هبط الطلب على الدولار الأمريكي، وارتفع سعر الصرف. أحد الخيارات القليلة المتاحة أمام الولايات المتحدة للعودة إلى حالة التوازن كان رفع سعر الفائدة.
احتج الاقتصادي الحاصل على جائزة نوبل ميلتون فريدمان وزميلته النقدية آنا شفارتز بأن النظام الاحتياطي الفيدرالي قد يكون وراء شدّة الكساد، غير أنه فشل في ممارسة دوره في إدارة النظام النقدي وإصلاح الذعر البنكي، متسببًا بانكماشٍ كبير في الاقتصاد منذ عام 1929 حتى بداية الصفقة الجديدة عام 1933. أيّد هذا الرأي رئيس مجلس الاحتياطي الفيدرالي بين بيرناكي الذي أدلى بهذا التصريح في خطاب تكريم فريدمان وشفارتز:
«دعوني أنهي حديثي بالإساءة قليلًا إلى مكانتي كممثل رسمي للاحتياطي الفيدرالي. أود ان أقول لميلتون وآنا: بخصوص الكساد الكبير، أنتما على حق. نحن تسببنا به، نحن متأسفون بشدة. لكن بفضلكما، لن نتسبب به ثانية». بين س بيرنانكي.

## انهيار السوق المالي
يُستشهد عادة بانهيار وول ستريت عام 1929 كبداية للكساد الكبير. بدأ في 24 أكتوبر 1929، وكان انهيار السوق المالي الأكثر تدميرًا في تاريخ الولايات المتحدة. يمكن أن يُعزى الجزء الأعظم من انهيار السوق المالي إلى الوفرة والتوقعات الخاطئة. في السنوات التي سبقت عام 1929، خلق أسعار السوق المالية المرتفعة مبالغ ضخمة من الثروة لمن استثمروا، ما عزز بدوره الاقتراض لشراء المزيد من الأسهم. إلا أنه في 24 أكتوبر (الخميس الأسود)، بدأت أسعار الأسهم بالهبوط وتسبّب تهافت المستثمرين على البيع بهبوطٍ حاد للأسعار. في 29 أكتوبر (الثلاثاء الأسود) هبطت أسعار الأسهم بقيمة 14 مليار دولار في يوم واحد، وأكثر من 30 مليار دولار خلال أسبوع. كانت القيمة المتبخِّرة خلال ذلك الأسبوع أكبر بعشر مرات من الميزانية الفيدرالية بأكملها وأكبر من كل ما أنفقته الولايات المتحدة على الحرب العالمية الأولى. بحلول عام 1930، كانت قيمة الأسهم قد هبطت بنسبة 90%.
ونظرًا لاستثمار العديد من المصارف مدخرات عملائها في السوق المالي، أُرغمت هذه المصارف على الإغلاق عند انهيار السوق المالي. بعد انهيار السوق المالي وإغلاق المصارف، كان الناس خائفين من خسارة المزيد من الأموال. ولخوفهم من تحديات اقتصادية إضافية، توقف الأفراد من جميع الطبقات عن الشراء والاستهلاك. خسر آلاف من المستثمرين الأفراد الذي ظنوا أنهم سيصبحون أثرياء بواسطة الاستثمار على الهامش كل ما يملكون. أثّر انهيار السوق المالي على نحو خطير على الاقتصاد الأمريكي.

## فشل مصرفي
كان لإغلاق وإيقاف آلاف المصارف دورٌ كبير في الركود. فشلت المؤسسات المالية لعدة أسباب، من ضمنها إجراءات إقراض غير منظمةٍ والثقة في غطاء الذهب وثقة المستهلك في اقتصاد المستقبل، وتخلّف عن تسديد قروض زراعية ضخمة. مع هذه القضايا المركّبة صارع النظام المصرفي لمجاراة طلب الجماهير المتزايد على السحوبات النقدية. قلل هذا إجمالًا من العرض النقدي وأرغم المصارف على اللجوء إلى البيع القصير (عقارات) وتصفية القروض الموجودة. في سباقه لتصفية الأصول بدأ النظام المصرفي يفشل على نطاق واسع. في نوفمبر عام 1930 بدأت الأزمة المصرفية الكبرى الأولى مع إغلاق ما يزيد عن 800 مصرف لأبوابها بحلول يناير 1931. بحلول أكتوبر 1931 أوقِف ما يزيد عن 2100 مصرف ما كان أعلى معدل إيقاف في الاحتياطي الفدرالي لمقاطعة سان لويس، إذ أوقِف مصرفان من كل 5 مصارف. مر الاقتصاد ككل بانخفاض في المراكز المصرفية في جميع أنحاء البلاد إذ بلغ عدد المصارف المغلقة ما يزيد عن تسعة آلاف بحلول عام 1933.
أدى إغلاق البنوك والمصارف إلى سحب ملايين الأمريكيين عددًا مهوّلًا من الودائع، والتي تُقدّر قيمتها بنحو 6.8 مليار دولار (تعادل نحو 115 مليار دولار بأموال اليوم «1 دولار في عام 1931= 17 دولار اليوم). خلال تلك الفترة، لم تكن شركة تأمين الودائع الفيدرالية موجودة، ما أدى إلى خسارة نحو 1.36 مليار دولار (أو 20%) من القيمة الكلية للودائع في البنوك، والتي تقدر بـ 6.8 مليار دولار. جاءت تلك الخسارات من المدخرات اليومية للأفراد والاستثمارات والحسابات المصرفية. جراء ذلك، انخفض الناتج المحلي الإجمالي من 700 في عام 1929 إلى متوسط 600 في عام 1933، ولم يشهد أي تحسّن خلال السنوات الأربع للمرة الأولى في التاريخ. هناك جدل واسع بخصوص تدخل القيادة الفيدرالية وفعالية هذا التدخل والمشاركة الإجمالية. لم يتمكن قانون الاحتياطي الفيدارالي من التصدي لأزمة المصارف بطريقة فعّالة، فلم تكن مصارف الدولة وشركات الإئتمان ملزمة بعضوية نظام الكيانات الخاصة والعامة، بينما قيّدت المصارف الأعضاء، والمؤهلة لمنح أوراق الخصم المالية، وصول العملاء إلى الاحتياطي الفيدرالي بشدة، وكانت السلطة بين المصارف الاحتياطية الفيدرالية الـ12 سلطة لامركزية، ما أسهم في إضعاف مستوى القيادة الفيدرالية وجعله عديم الجدوى والخبرة.

### النمو غير المنظم
خلال أوائل العقد الأول من القرن العشرين، كانت التنظيمات المصرفية ضعيفة، هذا إن كانت موجودة أساسًا. عمل قانون الوحدة النقدية عام 1900 على تخفيض رأس المال المطلوب من المستثمرين إلى 25 ألف دولار، بدلًا من 50 ألف، بهدف خلق ما يُعرف بالبنوك التجارية الأهلية. جراء هذا التغيير، كان ثلثا المصارف الناشئة خلال الأعوام الـ10 التالية للقرار من نوع المصارف الصغيرة برأس مالٍ يزيد قليلًا عن 25 ألف دولار. في الفترة الواقعة بين عامي 1890 و1920، تضاعف عدد المصارف (عدد المصارف مقسومًا على الناتج المحلي الإجمالي الحقيقي) جراء غياب الإشراف والكفاءات اللازمة لتلك البنوك عندما حصلت على ميثاق تأسيسها خلال السنوات العشرين التالية للعقد الأول من القرن العشرين.
يُعزى النمو غير المنظم لمؤسسات المصارف الريفية الصغيرة، جزئيًا، إلى ارتفاع تكلفة الزراعة في منطقتي حزام الذرة وحزام القطن خصيصًا. في تلك المنطقتين، أدى ازدياد العقارات إلى تنامي الطلب على التمويل المحلي بهدف الاستمرار في إشباع الاقتصاد الزراعي النامي. كان النظام المصرفي الريفي يؤمن رأس المال اللازم لتلبية متطلبات سوق السلع الزراعية الأساسية، لكن هذا النظام جاء على حساب الموثوقية والإقراض منخفض المخاطر. كان النمو الاقتصادي واعدًا في فترة ما بين عامي 1887 و1920، وكان متوسط نمو الناتج المحلي الإجمالي 6%. أدت مشاركة الولايات المتحدة في الحرب العالمية الأولى إلى انتعاش سوق الزراعة، ما أدى إلى مزيدٍ من التفاؤل من ناحية المستهلكين وفي عملية الإقراض أيضًا، وهذا ما أدى بدوره إلى اتخاذ منهج متساهل جدًا في عملية الإقراض. برزت التخمة المصرفية حينها، ما ألقى مزيدًا من الضغط على المصارف المتعثرة ودفعها إلى زيادة خدماتها (تحديدًا تلك الخدمات المقدمة للعملاء في مجال الزراعة) بدون أي إشراف أو كفاءات تنظيمية إضافية. ولّدت هذه المعضلة عائدات هامشية مرتفعة المخاطر لسوق المصارف. استمر نمو القطاع المصرفي خلال العقدين الأولين بعيدًا عن الاتجاهات السابقة، بدون اعتبارٍ للمعيارين الاقتصادي والسكاني السائدين حينها. بدأت ربحية المصارف ومعايير الإقراض بالتدهور منذ أوائل العام 1900 نتيجة لما سبق.
بدأ تلف المحاصيل الزراعية، الحاصل عام 1921، في التأثير على هذا النظام ضعيف التنظيم، وأكثر المناطق تأثرًا هي حقول الذرة والقطن الواسعة جراء فترة قصعة الغبار، والتي ساهمت في انخفاض قيمة العقارات. بالإضافة لما سبق، كان عام 1921 ذروة التوسع المصرفي، فبلغ عدد البنوك العاملة 31 ألفًا، لكن التدهور على المستوى الزراعي أدى إلى إغلاق 505 مصارف بين عامي 1921 و1930، فكان ذلك أكبر فشل للنظام المصرفي في التاريخ. برزت حينها مسائل التنظيم على طاولة النقاش، وتمحورت حول الكفاءات المصرفية، واستمرّت الجدالات خلال فترة «الكساد الكبير» جراء فشل المصارف أولًا، ثم اختفاء مصارف أخرى كليًا بدون أي سبب منطقي. تنامى ذعر الأزمة المصرفية خلال فترة الكساد الكبير جراء فقدان الثقة بالتنظيم والتعافي اللذان ظهرا خلال عشرينيات القرن الماضي، ما أدى في نهاية المطاف إلى دفع الشعب نحو التشكيك والارتباك وفقدان ثقة العملاء والمستهلكين بالنظام المصرفي.

### العدوى
جراء غياب ثقة المستهلك بالاتجاه الاقتصادي الذي تتبعه الحكومة الفيدرالية، بدأ الذعر انتشاره في البلاد سريعًا عقب انهيار بورصة وول ستريت عام 1929. ثبّت الرئيس الأمريكي هربرت هوفر الغطاء الذهبي، جاعلًا إياه مقياس قيمة عملة البلاد خلال السنوات اللاحقة. نتيجة هذا القرار، بدأ المساهمون الأمريكيون، أصحاب أكبر احتياطيات للذهب، بالتخوّف من قيمة الذهب في المستقبل القريب. سبّب قرار أوروبا بالتخلي عن الغطاء الذهبي سحب المستثمرين أسهمهم الذهبية ونقل استثماراتهم خارج البلاد، بينما بدأ آخرون اكتناز الذهب للاستثمار به مستقبلًا. استمرت معاناة السوق جراء ردود الفعل تلك، ما دفع مختلف الناس إلى التكهّن بوضع الاقتصاد خلال الأشهر القادمة. بدأت شائعات استقرار السوق وأحوال المصارف بالانتشار، واستمرّ هبوط ثقة المستهلك وبدأ تأثير الذعر في النفوس. انتقلت العدوى كالنار في الهشيم، ما دفع الأمريكيين إلى سحب ودائعهم جماعيًا، ومن كافة أنحاء البلاد. استمرت نمط التفكير هذا منذ عام 1929 وحتى 1933، وتسبب بأكبر أزمة مالية شهدها العالم على مستوى المصارف، وقضى على جهود التعافي الاقتصادي. أدى تزايد نسبة العملة إلى الودائع وتحديد المخزون النقدي إلى انخفاض الأخير وتناقص المدخول. ساهم الفشل المصرفي، الناجم عن الذعر، في تحوّل الركود المتوسط إلى ركود كبير.
لا يزال الجدل قائمًا بشدة حول ما إذا كانت الوقائع السابقة سبب حدوث الكساد الكبير، جراء وجود عددٍ كبير من العوامل الأخرى المساهمة في ذلك. لكن من الواضح أن النظام المصرفي عانى من تضاؤلٍ حاد في كامل أنحاء البلاد نتيجة غياب ثقة المستهلك. بما أن طلبات السحب تجاوزت النقدية المتاحة في البنوك، بدأت الأخيرة إجراء عمليات بيع سريعة، كالمبيعات الطارئة والبيع على المكشوف. أدى عدم القدرة على تحديد القيمة الحالية فوريًا، أثناء عمليات البيع الطارئة والمبيع على المكشوف، إلى خسارات فادحة عند استرداد الإيرادات المحتملة للقروض المستحقة والمتعثرة. سمح الوضع السابق للبنوك السليمة باستغلال البنوك المتعثرة، ما أسهم في خسارات إضافية جراء عدم قدرة البنوك على الوفاء بمطالب المودعين، وبالتالي خُلقت دورة انهيار للمصارف سرعان ما انتشرت في كافة الأرجاء. ظلّت الاستثمارات منخفضة خلال نصف العقد التالي، فكان القطاع الخاص يكتنز المدخرات بسبب عدم اليقين تجاه المستقبل. أجرت الحكومة الفيدرالية تغييرات إضافية في سياستها، كالتحقق الضريبي والقيود النقدية (وتشمل تخفيض العرض النقدي من خلال حرق أو استنفاذ العملة) وانتهاج سياسة الأجور المرتفعة، وأخيرًا سلسلة برامج الصفقة الجديدة التي أطلقتها الحكومة خلال فترتي رئاسة هوفر وروزفلت.